# Epectris apicalis
Epectris apicalis là một loài nhện trong họ Oonopidae.
Loài này thuộc chi Epectris. Epectris apicalis được Eugène Simon miêu tả năm 1893.